# مقراب غرين
مقراب غراين كانارياس (بالإنجليزية:  The Gran Telescopio Canarias)‏: المعروف أيضا باسم مقراب الكناري العظيم، يعد من المقراب العاكس يصل قطره 10.4 م. يقع مقراب في المرصد روك دي لوس موشاكوس في جزيرة لا بالما، في جزر الكناري، إسبانيا.
تم إنشاء المقراب على قمه بركانيه ,2,267 متر (7,438 قدم) فوق مستوى سطح البحر, استغرق بناؤه سبع سنوات وتكلف 130 مليون يورو (112 مليون جنيه استرليني).
وقد عُرقل تركيبه بسبب الأحوال الجوية والصعوبات اللوجستية التي تعترض نقل المعدات إلى هذا الموقع البعيد . وقد تحقق الضوء الأول عام 2007 وبدأت الملاحظات العلمية في عام 2009.
مشروع جي تي سي:The GTC Project (هو شراكة شكلتها عدة مؤسسات من إسبانيا والمكسيك، وجامعة فلوريدا، والجامعة الوطنية المستقلة في المكسيك، ومعهد أستروفيسيكا دي كانارياس ,وذلك لتخطيط بناء المقراب، الذي بدأ في عام 1987، شارك فيه أكثر من 1000 شخص من 100 شركة.
عام 2015، اعتبر أكبر المقاريبالبصرية ذات الفتحة الواحدة في العالم.

## التاريخ

### الضوء الأول
بدأت شركة جي تي سي تأخذ نتائج أولية في 13 يوليو 2007، وذلك باستخدام 12 قطعة من المرآة الرئيسية، المصنوعة من خزف والزيرودور في الشركة الألمانية شوت آغي (Schott AG). لاحقا تم زيادة عدد القطع إلى 36 قطعة سداسية يُسيطر عليها بالكامل من قبل نظام مراقبة البصريات النشط، لتعمل معا كوحدة عاكسة واحدة. وكان يوم واحد الأجهزة أوزيريس. بدأت الملاحظات العلمية بشكل صحيح في مايو 2009.

### حفل الافتتاح
افتتح غران تليسكوب كانارياس رسميا في 24 يوليو 2009، وافتتحها الملك خوان كارلوس الأول من اسبانيا. وحضر الحفل أكثر من 500 من علماء الفلك والمسؤولين الحكوميين والصحفيين من أوروبا والامريكتين.

## كاناريكام (CanariCam)
تم تصميم كاناريكام للوصول إلى حد حيود المقراب عند منتصف موجات الأشعة تحت الحمراء. ومع ذلك، للقيام بذلك بشكل روتيني يجب أن تكون مجهزة المقراب مع وضع توجيه سريع من شأنها أن تسمح لتصحيح طرف الميل. التوجيه السريع حاليا ليست متاحة بعد، وبالتالي في البداية لا يمكن ضمان أفضل جوده الصورة، يعمل كاناريكام في الأشعة تحت الحمراء الحرارية بين ≈7.5 و 25 ميكرون. في نهاية طول الموجة الطويلة يتم تحديد القطع من قبل كاشف. وهذا يفقد حساسية تتجاوز ≈24 ميكرون. كاناريكام هو تصميم مضغوط جدا. ومن المتوقع أن يكون الوزن الكلي للبريدة والالكترونيات على المقراب تحت 400 كجم. وقد استخدمت معظم أجهزة الأشعة تحت الحمراء المتوسطة السابقة الهليوم السائل كما المبردة. واحدة من متطلبات كاناريكام هو أنه يجب أن تتطلب أي تكلفة وصعبة للتعامل مع كريوجنس.(المسرع مع المبردة أو المغناطيس فائقة التوصيل استخدام صناديق التوزيع لتوريد كريوجنس للأجهزة الباردة.)، وعلى الرغم من أنها سوف توفر مجموعة من أساليب الرصد الأخرى، وهذه لن تضر من قدرة التصوير. حقيقة أن كاناريكام يوفر قياس الاستقطاب وكوروناجرافي بالإضافة إلى التصوير أكثر القياسية وطرق طيفية يجعل من أداة تنوعا وقوية.

## أوزيريس (OSIRIS)
وهو نظام بصري للتصويرالتحليل الطيفي المتكامل منخفض الدقة. نظام أوسيريس (النظام البصري للتصوير والتحليل الطيفي المتكامل منخفض الدقة) هو عبارة عن طيف تصوير ذو دقة منخفضة وطيفية ذات طيف طويل ومتعدد الطيف، ويغطي نطاق الطول الموجي من 0.365 إلى 1.05 ميكرومتر مع مجال الرؤية (فوف) من 7 × 7 أركمين، و 8 أركمين × 5.2 أركمين، للتصوير المباشر والتحليل الطيفي ذات الدقة المنخفضة على التوالي. " وهو "يوفر جيل جديد من تقنيات المراقبة المفيدة مثل المرشحات الانضباطي، والقدرة على خلط الشحنات في كاشفات كي سي دي ( the CCD )وما إلى ذلك.

## ميغارا (MEGARA)
عبارة عن مخطط طيفي بصري متكامل ومتعدد الأجسام يغطي نطاق الطول الموجي بين 0.365 و 1 ميكرون مع دقة طيفية متوسطة إلى عالية في المدى R = 6000-20000. كما يقدم نظام ميغارا إيفو (الذي يطلق عليه أيضا LCB، حزم مدمجه كبيره) مجالا متجاورا لعرض 12.5 أركسيك x 11.3 أركسيك، بينما يسمح وضع التحليل الطيفي متعدد الأغراض بمراقبة 92 جسما في وقت واحد في مجال رؤية 3.5 أركمين × 3.5 أركمين بواسطة عدد متساو من المواقف الروبوتية. ويستعمل كل 100 ميكرومتر من الألياف البصرية (1267 في المجموع) التي تعلق على مجموعة من المصفوفات ميكرولنس (مع 623 سباكسيلس في حالة the LCB و 92 X7 فيthe MOS ) مع كل ميكرولنس تغطي منطقة سداسية 0.62 أركسيك في القطر.

## معرض الصور

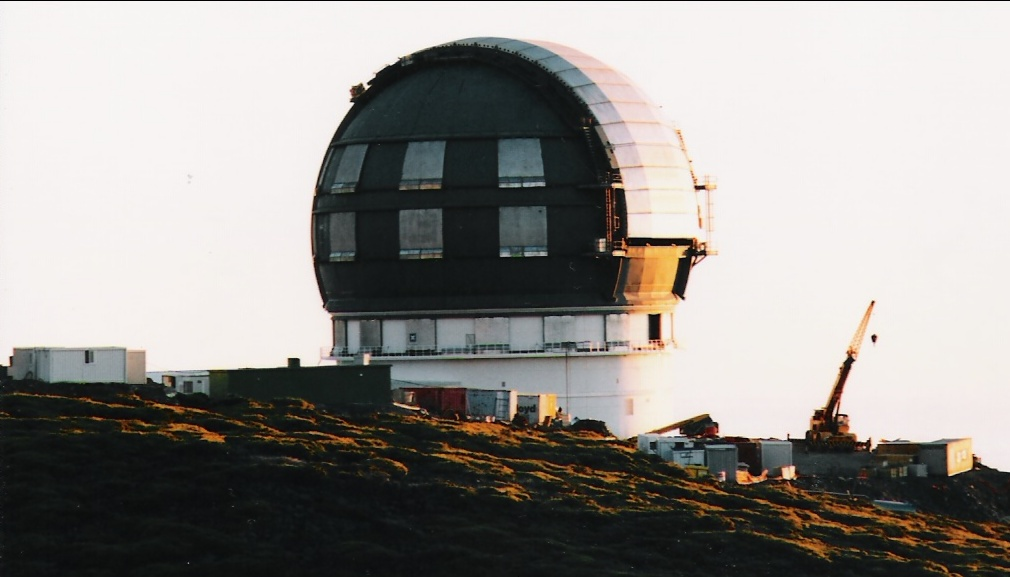
قبة المقراب قيد البناء عام 2002.
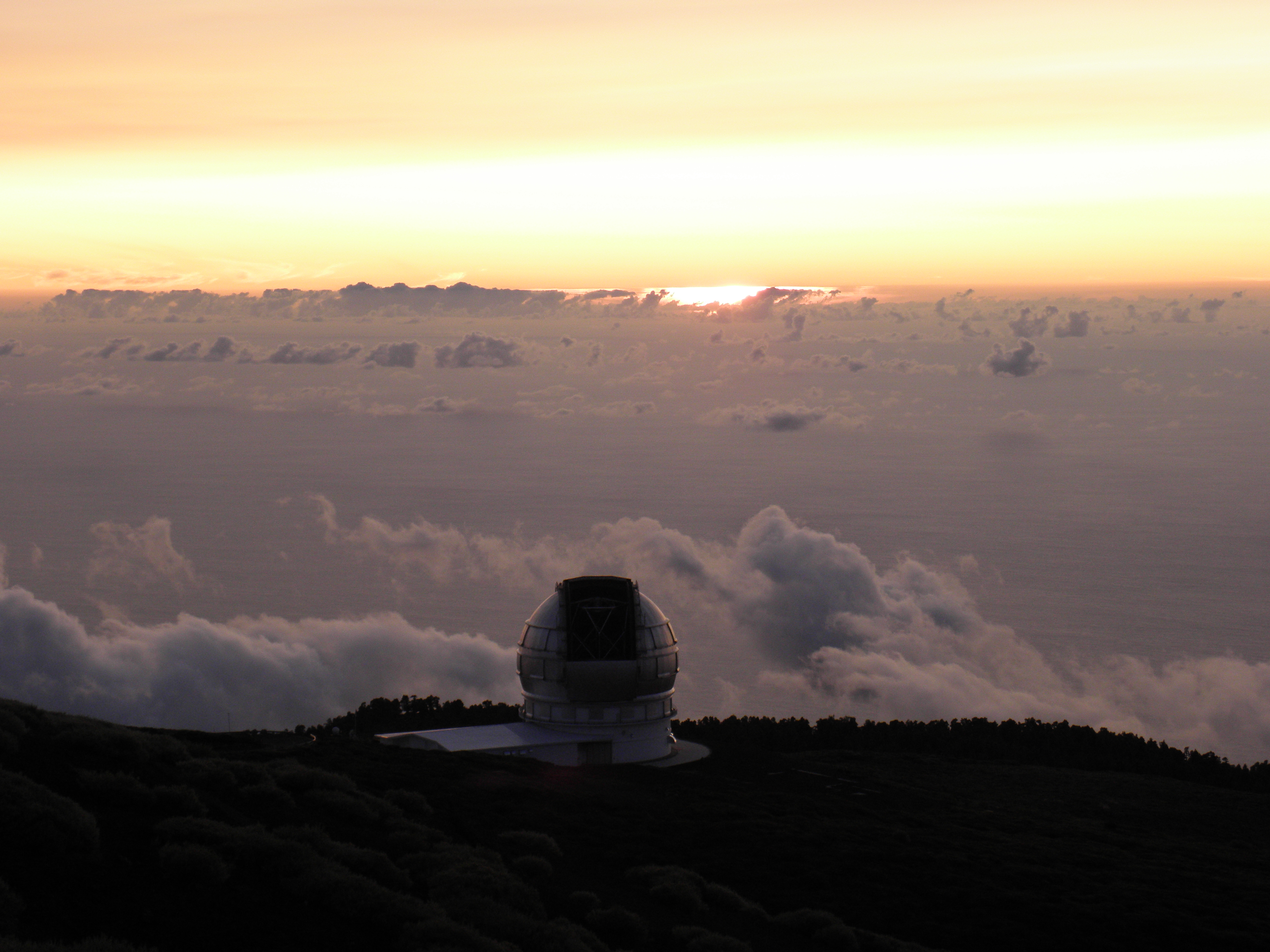
افتتاح القبة مع غروب الشمس ودخول الليل.

## اقرأ أيضا
- مرصد بارانال